# 二刀神影流鎖鎌術
二刀神影流鎖鎌術（にとうしんかげりゅうくさりがまじゅつ）は、日本の古武術の一つで、鎖鎌術の流派である。

## 起源・来歴
宮本武蔵の「二天一流」後継・寺尾求馬信行の弟子・新免弁助信森を開祖とする「新免二刀神影流」を起源とする。明治時代初期の人物で流派3代目の松村義孝が「二刀神影流」と改めたとされる。その後、「剣二刀流」と「鎖鎌術」に分派し、「鎖鎌術」が「二刀神影流鎖鎌術」となった。

## 特徴
2丁の鎌、片方の鎌につけた鎖分銅（長さ4尺、分銅径1寸）を用いる。鎖分銅で相手に打撃を与えたり、剣を巻き落としたりするほか、鎖分銅が使用できない場面では鎌2丁のみで戦う。二丁鎌を使う日本古武術は当派のみ。

## 宗家系譜
- 流祖：新免弁助信森[1]。
- 2代目：不詳
- 3代目：松村義孝 - 熊本藩出身[1]。
- 4代目：中尾市郎 - 1921年伝授[1]。
- 5代目：
- 6代目：島村収[3]。
- 7代目：細川隆 - 2018年に宗家伝承[3]。

## 活動
高知県で道場運営、武道大会・催事での演舞披露・試合などを行っている。2018年にはブラジルにて演舞・セミナーを開催した。

## 関連資料
- 堅田重博（指導）、島村収（演舞）『二刀神影流鎖鎌術』（DVD）日本武道館〈日本の古武道54〉、2000年1月26日。ISBN 4862200087。